# Sotla s pritoki
Sotla s pritoki este o arie protejată (arie specială de conservare — SAC, sit de importanță comunitară — SCI) din Slovenia întinsă pe o suprafață de 531,1 ha, integral pe uscat.

## Localizare
Centrul sitului Sotla s pritoki este situat la coordonatele 46°01′40″N 15°43′02″E / 46.0279°N 15.7172°E.

## Înființare
Situl Sotla s pritoki a fost declarat sit de importanță comunitară în aprilie 2013 pentru a proteja 18 specii de animale. Situl a fost protejat și ca arie specială de conservare în aprilie 2015.

## Biodiversitate
Situată în ecoregiunea continentală, aria protejată conține 3 habitate naturale: Lacuri eutrofice naturale cu vegetație de tip Magnopotamion sau Hydrocharition, Păduri de fag Luzulo-Fagetum, Păduri aluvionare cu Alnus glutinosa și Fraxinus excelsior (Alno-Padion, Alnion incanae, Salicion albae).
La baza desemnării sitului se află mai multe specii protejate:
- mamifere (1): vidră de râu (Lutra lutra)
- nevertebrate (5): Austropotamobius torrentium, croitorul mare al stejarului (Cerambyx cerdo), Cordulegaster heros, rădașcă (Lucanus cervus), Unio crassus
- pești (12): avat (Aspius aspius), Barbus meridionalis, Cobitis elongata, zvârluga (Cobitis taenia), zglăvoacă (Cottus gobio), Eudontomyzon spp., romanogobio albipinnatus (Gobio albipinnatus), porcușor de nisip (Gobio kessleri), boarță (Rhodeus sericeus amarus), Rutilus pigus, dunăriță (Sabanejewia aurata), fusar (Zingel streber)